# ФК Саяна
ФК „Саяна“ е футболен клуб от Хасково, България. През сезон 2022/23 клубът се състезава в Югоизточна Трета лига.

## История

### ФК „Извор“ (Горски Извор)
ФК Извор е създаден през 2012 г. в хасковското село Горски извор. От създаването си до сезон 2019/20 играе в ОФГ Хасково, докато не влиза в Югоизточна Трета лига. През сезон 2020/21 клубът завършва на 10-о място.

### ФК „Саяна“ (Хасково)
През 2021 г. ФК “Хасково” 1957 и ФК “Извор” (Горски извор) се обединяват и става ФК “Саяна Хасково", а спонсор на клуба е фирмата за млечни продукти Саяна на която е кръстен тима. Официалните домакински мачове на отбора се играят в Хасково. ОФК “Хасково” продължава да съществува като изцяло детско-юношеска школа. Сезон 2021/22 е дебютния сезон на новия клуб, в който те завършват 2-ри след ФК Крумовград. През сезон 2022/23 отборът завършва на 5-та позиция.

## Треньори
| Период | Име          | Длъжност         | Успехи |
| ------ | ------------ | ---------------- | ------ |
| 2021 – | Живко Желев  | Старши треньор   |        |
| Период | Име          | Длъжност         | Успехи |
| 2021 – | Атанас Савов | Помощник треньор |        |

## Купа на България
| Сезон   | Турнир           | Кръг                                | Отбор                  | Резултат |
| ------- | ---------------- | ----------------------------------- | ---------------------- | -------- |
| 2021/22 | Купа на България | Област Хасково – Първи кръг         | почива                 | –        |
| 2021/22 | Купа на България | Област Хасково – 1/2 финали         | Любимец 2000 (Любимец) | 7:1      |
| 2021/22 | Купа на България | Област Хасково – Финал              | ФК Димитровград        | 3:0      |
| 2021/22 | Купа на България | Междуобластни квалификации – Финал  | ФК Крумовград          | 2:0      |
| 2022/23 | Купа на България | Област Хасково – Първи кръг         | почива                 | –        |
| 2022/23 | Купа на България | Област Хасково – Финал              | ФК Димитровград        | 4:0      |
| 2022/23 | Купа на България | Междуобластни квалификации – Финали | почива                 | –        |
| 2022/23 | Купа на България | Предварителен кръг                  | Дунав (Русе)           | 1:2      |

## Купа на АФЛ
| Сезон   | Турнир      | Кръг                                               | Отбор                    | Резултат |
| ------- | ----------- | -------------------------------------------------- | ------------------------ | -------- |
| 2021/22 | Купа на АФЛ | Поток Пловдив/Смолян/Хасково/Кърджали - 1/2 финали | ФК Крумовград            | 2:0      |
| 2021/22 | Купа на АФЛ | Поток Пловдив/Смолян/Хасково/Кърджали - Финал      | Гигант (Съединение)      | 0:1      |
| 2021/22 | Купа на АФЛ | Югоизточна България – Финал                        | Розова долина (Казанлък) | 2:1      |
| 2021/22 | Купа на АФЛ | Трети етап – 1/2 финали                            | Дунав (Русе)             | 2:0      |

## Втори отбор
От сезон 2021/22 клубът има дублиращ отбор, който се състезава в ОФГ Хасково.

### Сезони
| Сезон   | Група       | Място |
| ------- | ----------- | ----- |
| 2021/22 | ОФГ Хасково | 7/12  |
| 2022/23 | ОФГ Хасково |       |